# Serie C2 2004/2005
Soutěžní ročník Serie C2 2004/05 byl 27. ročník čtvrté nejvyšší italské fotbalové ligy. Soutěž začala 12. září 2004 a skončila 19. června 2005. Účastnilo se jí celkem 56 týmů rozdělené do dvou skupin po 18 klubech a jedné skupině po 20 klubech. Z každé skupiny postoupil vítěz přímo do třetí ligy, druhý postupující se probojoval přes play off.
Třetí postupující klub byl po reorganizaci soutěže. 
Klub který měl sestoupit (AS Biellese 1902) nakonec zůstal v soutěži i v příští sezoně.